# Лилин
Лилин, Лилим и Лили са опасни същества от еврейския фолклор.
Според някои легенди, те са дъщери на Лилит (в апокрифните текстове тя е първата жена на Адам) и демона Samael (често идентифициран със Сатаната). Те са демони подобни на сукубус. Докато мъжете се страхували от тях поради тази причина, майките се бояли от атаката на Лилин, защото отвличали деца, както правела и Лилит (майка им).
Преди да напусне Адам и да се обърне срещу Бог, Лилит била предупредена, че всекидневно ще умират по сто от нейните демонични деца, ако не се завърне при Бог. Тя отказала и затова всекидневно умирали по сто лилин-а.[източник? (Поискан днес)]